# Szentbékkálla
Szentbékkálla is een plaats (község) en gemeente in het Hongaarse comitaat Veszprém. Szentbékkálla telt 238 inwoners (2001).